# Бузенвурт
Бузенвурт (нім. Busenwurth) — громада в Німеччині, розташована в землі Шлезвіг-Гольштейн. Входить до складу району Дітмаршен. Складова частина об'єднання громад Міттельдітмаршен.
Площа — 10,09 км2. Населення становить 321 ос. (станом на 31 грудня 2020).